# Liste der Rechtsnormen der Bundesrepublik Deutschland/Durchführungsbestimmungen
| A                | |
| AdLDAV           | Verordnung zur Durchführung des § 61a des Gesetzes über die Alterssicherung der Landwirte |
| AHStatDV         | Verordnung zur Durchführung des Gesetzes über die Statistik des grenzüberschreitenden Warenverkehrs |
| AlkStV           | Verordnung zur Durchführung des Alkoholsteuergesetzes |
| AltersVersErhV 2 | Zweite Verordnung zur Durchführung einer Erhebung über Arten und Umfang der betrieblichen Altersversorgung                                                                                                   |
| AltersVersErhV   | Verordnung zur Durchführung einer Erhebung über Arten und Umfang der betrieblichen Altersversorgung |
| AltgAATVDBest    | Durchführungsbestimmung zur Verordnung über die Tilgung der Anteilrechte von Inhabern mit Wohnsitz außerhalb der Deutschen Demokratischen Republik an der Altguthaben-Ablösungs-Anleihe                      |
| AltvDV           | Verordnung zur Durchführung der steuerlichen Vorschriften des Einkommensteuergesetzes zur Altersvorsorge und zum Rentenbezugsmitteilungsverfahren sowie zum weiteren Datenaustausch mit der zentralen Stelle |
| ArbnErfGDV 2     | Zweite Verordnung zur Durchführung des Gesetzes über Arbeitnehmererfindungen |
| AtStrlSVDBest    | Durchführungsbestimmung zur Verordnung über die Gewährleistung von Atomsicherheit und Strahlenschutz |
| AVAVGDV 22       | Zweiundzwanzigste Verordnung zur Durchführung des Gesetzes über Arbeitsvermittlung und Arbeitslosenversicherung (Fach- und Führungskräfte aus Entwicklungsländern)                                           |
| AZRG-DV          | Verordnung zur Durchführung des Gesetzes über das Ausländerzentralregister |
| AuslWBGDV 10     | Zehnte Durchführungsverordnung zum Bereinigungsgesetz für deutsche Auslandsbonds (Zweite Verlängerung der Anmeldefrist)                                                                                      |
| AuslWBGDV 11     | Elfte Durchführungsverordnung zum Bereinigungsgesetz für deutsche Auslandsbonds (Dritte Verlängerung der Anmeldefrist)                                                                                       |
| AuslWBGDV 12     | Zwölfte Durchführungsverordnung zum Bereinigungsgesetz für deutsche Auslandsbonds (Selbständige Anmeldung von Zinsscheinen)                                                                                  |
| AuslWBGDV 13     | Dreizehnte Durchführungsverordnung zum Bereinigungsgesetz für deutsche Auslandsbonds (Endgültige Verwaltungsabgabe)                                                                                          |
| AuslWBGDV 2      | Zweite Durchführungsverordnung zum Bereinigungsgesetz für deutsche Auslandsbonds (Vereinigte Staaten von Amerika)                                                                                            |
| AuslWBGDV 3      | Dritte Durchführungsverordnung zum Bereinigungsgesetz für deutsche Auslandsbonds (Vereinigtes Königreich von Großbritannien und Nordirland)                                                                  |
| AuslWBGDV 4      | Vierte Durchführungsverordnung zum Bereinigungsgesetz für deutsche Auslandsbonds (Frankreich) |
| AuslWBGDV 5      | Fünfte Durchführungsverordnung zum Bereinigungsgesetz für deutsche Auslandsbonds (Verwaltungsabgabe und Vorschußverpflichtung der Aussteller)                                                                |
| AuslWBGDV 6      | Sechste Durchführungsverordnung zum Bereinigungsgesetz für deutsche Auslandsbonds (Belgien) |
| AuslWBGDV 7      | Siebente Durchführungsverordnung (Stichtag) zum Bereinigungsgesetz für deutsche Auslandsbonds |
| AuslWBGDV 8      | Achte Durchführungsverordnung zum Bereinigungsgesetz für deutsche Auslandsbonds (Verlängerung der Anmeldefrist)                                                                                              |
| AuslWBGDV 9      | Neunte Durchführungsverordnung zum Bereinigungsgesetz für deutsche Auslandsbonds (Zweite Ergänzung des Verzeichnisses der Auslandsbonds)                                                                     |

| B                   | |
| BattGDV             | Verordnung zur Durchführung des Batteriegesetzes |
| BDGBAFinDV          | Verordnung zur Durchführung des Bundesdisziplinargesetzes bei der Bundesanstalt für Finanzdienstleistungsaufsicht im Geschäftsbereich des Bundesministeriums der Finanzen                        |
| BDGBMASKDV          | Verordnung zur Durchführung des Bundesdisziplinargesetzes bei den bundesunmittelbaren Körperschaften mit Dienstherrnfähigkeit im Geschäftsbereich des Bundesministeriums für Arbeit und Soziales |
| BDGPNEDV            | Verordnung zur Durchführung des Bundesdisziplinargesetzes bei der Bundesanstalt für Post und Telekommunikation Deutsche Bundespost und der Museumsstiftung Post und Telekommunikation            |
| BeamtVG§31DV        | Verordnung zur Durchführung des § 31 des Beamtenversorgungsgesetzes (Bestimmung von Krankheiten für die beamtenrechtliche Unfallfürsorge) [außer Kraft]                                          |
| BEG§172DV 58        | Achtundfünfzigste Verordnung zur Durchführung des § 172 des Bundesentschädigungsgesetzes |
| BEGDV1/2/3ÄndV 2    | Zweite Verordnung zur Änderung der Ersten, Zweiten und Dritten Verordnung zur Durchführung des Bundesentschädigungsgesetzes                                                                      |
| BEGDV1/2/3ÄndV 3    | Dritte Verordnung zur Änderung der Ersten, Zweiten und Dritten Verordnung zur Durchführung des Bundesentschädigungsgesetzes                                                                      |
| BEGDV1/2/3ÄndV      | Verordnung zur Änderung der Ersten, Zweiten und Dritten Verordnung zur Durchführung des Bundesentschädigungsgesetzes                                                                             |
| BEGDV2ÄndV 4        | Vierte Verordnung zur Änderung der Zweiten Verordnung zur Durchführung des Bundesentschädigungsgesetzes                                                                                          |
| BEGDV3ÄndV 4        | Vierte Verordnung zur Änderung der Dritten Verordnung zur Durchführung des Bundesentschädigungsgesetzes                                                                                          |
| BergArbWoFöGDV      | Verordnung zur Durchführung des Gesetzes zur Förderung des Bergarbeiterwohnungsbaues im Kohlenbergbau                                                                                            |
| BetrPrämDurchfV     | Verordnung zur Durchführung der einheitlichen Betriebsprämie |
| BetrVGDV1WO         | Erste Verordnung zur Durchführung des Betriebsverfassungsgesetzes (Wahlordnung - WO) |
| BewG§122Abs3DV      | Verordnung zur Durchführung des § 122 Abs. 3 des Bewertungsgesetzes |
| BewG§39DV 1         | Erste Verordnung zur Durchführung des § 39 Abs. 1 des Bewertungsgesetzes |
| BewG§39DV 2         | Zweite Verordnung zur Durchführung des § 39 Abs. 1 des Bewertungsgesetzes |
| BewG§39DV 3         | Dritte Verordnung zur Durchführung des § 39 Abs. 1 des Bewertungsgesetzes |
| BewG§55Abs3/4DV     | Verordnung zur Durchführung des § 55 Abs. 3 und 4 des Bewertungsgesetzes |
| BewG§55Abs8DV       | Verordnung zur Durchführung des § 55 Abs. 8 des Bewertungsgesetzes |
| BewG§81DV           | Verordnung zur Durchführung des § 81 des Bewertungsgesetzes |
| BewG§90DV           | Verordnung zur Durchführung des § 90 des Bewertungsgesetzes |
| BFöV                | Verordnung zur Durchführung der Berufsförderung von Soldatinnen und Soldaten |
| BierStDB            | Verordnung zur Durchführung des Vorläufigen Biergesetzes |
| BierStV             | Verordnung zur Durchführung des Biersteuergesetzes |
| BKrFQV              | Verordnung zur Durchführung des Berufskraftfahrer-Qualifikations-Gesetzes |
| BlauzungenSchV 2006 | Verordnung zur Durchführung gemeinschaftsrechtlicher und unionsrechtlicher Vorschriften über Maßnahmen zur Bekämpfung, Überwachung und Beobachtung der Blauzungenkrankheit                       |
| BodSchätzDV         | Verordnung zur Durchführung des § 6 Absatz 3 des Bodenschätzungsgesetzes |
| BRAO§206DV          | Verordnung zur Durchführung des § 206 der Bundesrechtsanwaltsordnung |
| BSchAV              | Verordnung zur Durchführung des § 30 Absatz 3 bis 12 und des § 40a Absatz 1 und 5 des Bundesversorgungsgesetzes                                                                                  |
| BSHG§72DV 2001      | Verordnung zur Durchführung der Hilfe zur Überwindung besonderer sozialer Schwierigkeiten |
| BSHG§76DV           | Verordnung zur Durchführung des § 82 des Zwölften Buches Sozialgesetzbuch |
| BSHG§88Abs2DV 1988  | Verordnung zur Durchführung des § 90 Abs. 2 Nr. 9 des Zwölften Buches Sozialgesetzbuch |
| BVG§15DV            | Verordnung zur Durchführung des § 15 des Bundesversorgungsgesetzes |
| BVG§27bV            | Verordnung zur Durchführung einer Zusatzstatistik auf dem Gebiet der Kriegsopferfürsorge über Leistungen nach § 27b des Bundesversorgungsgesetzes                                                |
| BVG§31Abs5DV        | Verordnung zur Durchführung des § 31 Abs. 4 des Bundesversorgungsgesetzes |
| BzBlGDV 1           | Erste Verordnung zur Durchführung des Benzinbleigesetzes |

| D                 | |
| DirektZahlDurchfV | Verordnung zur Durchführung der Direktzahlungen an Inhaber landwirtschaftlicher Betriebe im Rahmen von Stützungsregelungen der Gemeinsamen Agrarpolitik |
| DVLStHV           | Verordnung zur Durchführung der Vorschriften über die Lohnsteuerhilfevereine                                                                            |
| DVO-JuSchG        | Verordnung zur Durchführung des Jugendschutzgesetzes |
| DVStB             | Verordnung zur Durchführung der Vorschriften über Steuerberater, Steuerbevollmächtigte und Steuerberatungsgesellschaften                                |
| DVSUG             | Verordnung zur Durchführung des Seesicherheits-Untersuchungs-Gesetzes                                                                                   |

| E                  | |
| EEV                | Verordnung zur Durchführung des Erneuerbare-Energien-Gesetzes und des Windenergie-auf-See-Gesetzes |
| EGBusDV            | Verordnung zur Durchführung von Verordnungen und Abkommen der Europäischen Gemeinschaft über den Personenverkehr mit Kraftomnibussen |
| EGRebflRodDV       | Verordnung zur Durchführung des EG-Rebflächenrodungsprogramms |
| EHV 2020           | Verordnung zur Durchführung des Treibhausgas-Emissionshandelsgesetzes in der Handelsperiode 2013 bis 2020 |
| EnergieStV         | Verordnung zur Durchführung des Energiesteuergesetzes |
| ErbStDV            | Erbschaftsteuer-Durchführungsverordnung |
| ErgVO - 6. DV-BEG  | Verordnung zur Änderung und Ergänzung der Sechsten Verordnung zur Durchführung des Bundesentschädigungsgesetzes |
| EStDV 1955         | Einkommensteuer-Durchführungsverordnung |
| EStDV1975ÄndV      | Verordnung zur Änderung der Einkommensteuer-Durchführungsverordnung 1975 |
| EUObstGemüseDV     | Verordnung zur Durchführung von EU-Sondermaßnahmen im Sektor Obst und Gemüse |
| EVPGV              | Verordnung zur Durchführung des Gesetzes über die umweltgerechte Gestaltung energieverbrauchsrelevanter Produkte |
| EWGRL371/91DV 1994 | Verordnung zur Durchführung der Richtlinie des Rates vom 20. Juni 1991 über die Anwendung des Abkommens zwischen der Europäischen Wirtschaftsgemeinschaft und der Schweizerischen Eidgenossenschaft betreffend die Direktversicherung mit Ausnahme der Lebensversicherung (91/371/EWG) |
| EWGV1016/68DV      | Verordnung zur Durchführung der Verordnung Nr. 117/66/EWG und der Verordnung (EWG) Nr. 1016/68 und des Übereinkommens über die Personenbeförderung im grenzüberschreitenden Gelegenheitsverkehr mit Kraftomnibussen (ASOR)                                                             |

| F                 | |
| FahrlG2018DV      | Durchführungsverordnung zum Fahrlehrergesetz |
| FamNamÄndGDV 1    | Erste Verordnung zur Durchführung des Gesetzes über die Änderung von Familiennamen und Vornamen                                                                                  |
| FeiertEVDBest 1   | Erste Durchführungsbestimmung zur Verordnung über die Einführung gesetzlicher Feiertage                                                                                          |
| FinAusglG1970DV 1 | Erste Verordnung zur Durchführung des Gesetzes über den Finanzausgleich zwischen Bund und Ländern                                                                                |
| FinAusglG1970DV 2 | Zweite Verordnung zur Durchführung des Gesetzes über den Finanzausgleich zwischen Bund und Ländern im Ausgleichsjahr 1970                                                        |
| FinAusglG2004DV 1 | Erste Verordnung zur Durchführung des Finanzausgleichsgesetzes im Ausgleichsjahr 2004                                                                                            |
| FinAusglG2011DV 2 | Zweite Verordnung zur Durchführung des Finanzausgleichsgesetzes im Ausgleichsjahr 2011                                                                                           |
| FinAusglG2012DV 2 | Zweite Verordnung zur Durchführung des Finanzausgleichsgesetzes im Ausgleichsjahr 2012                                                                                           |
| FinAusglG2013DV 2 | Zweite Verordnung zur Durchführung des Finanzausgleichsgesetzes im Ausgleichsjahr 2013                                                                                           |
| FinAusglG2014DV 2 | Zweite Verordnung zur Durchführung des Finanzausgleichsgesetzes im Ausgleichsjahr 2014                                                                                           |
| FinAusglG2015DV 2 | Zweite Verordnung zur Durchführung des Finanzausgleichsgesetzes im Ausgleichsjahr 2015                                                                                           |
| FinAusglG2016DV 1 | Erste Verordnung zur Durchführung des Finanzausgleichsgesetzes im Ausgleichsjahr 2016                                                                                            |
| FinAusglG2017DV 1 | Erste Verordnung zur Durchführung des Finanzausgleichsgesetzes im Ausgleichsjahr 2017                                                                                            |
| FinAusglG2018DV 1 | Erste Verordnung zur Durchführung des Finanzausgleichsgesetzes im Ausgleichsjahr 2018                                                                                            |
| FischEtikettV     | Verordnung zur Durchführung des Fischetikettierungsgesetzes |
| FlüHGDV 2         | Zweite Verordnung zur Durchführung des Gesetzes über Hilfsmaßnahmen für Deutsche aus der sowjetischen Besatzungszone Deutschlands und dem sowjetisch besetzten Sektor von Berlin |
| FMStFV            | Verordnung zur Durchführung des Finanzmarktstabilisierungsfondsgesetzes |
| FoVDV             | Forstvermehrungsgut-Durchführungsverordnung |
| FPersV            | Verordnung zur Durchführung des Fahrpersonalgesetzes |
| FVG§5Abs2DV 1977  | Verordnung zur Durchführung des § 5 Abs. 2 des Finanzverwaltungsgesetzes |
| FVG1971§5Abs3DV   | Verordnung zur Durchführung von § 5 Abs. 3 des Finanzverwaltungsgesetzes |
| FVG1971§5Abs4DV   | Verordnung zur Durchführung von § 5 Abs. 4 des Finanzverwaltungsgesetzes |

| G            |                                                                                    |
| GBV          | Verordnung zur Durchführung der Grundbuchordnung                                   |
| GewStDV      | Gewerbesteuer-Durchführungsverordnung                                              |
| GruWErlDBest | Durchführungsbestimmungen zum Erlaß über die Stiftung des Grubenwehr-Ehrenzeichens |

| H            | |
| HAGDV 1      | Erste Rechtsverordnung zur Durchführung des Heimarbeitsgesetzes |
| HDiszErstV   | Verordnung zur Durchführung der Erstattung von Mitteln aus der Haushaltsdisziplin des Europäischen Garantiefonds für die Landwirtschaft (EGFL) an die Empfänger von Direktzahlungen                              |
| HeilprGDV 1  | Erste Durchführungsverordnung zum Gesetz über die berufsmäßige Ausübung der Heilkunde ohne Bestallung (Heilpraktikergesetz)                                                                                      |
| HeilvfV      | Verordnung zur Durchführung des § 33 des Beamtenversorgungsgesetzes |
| HohSeeEinbrV | Verordnung zur Durchführung des Gesetzes zu den Übereinkommen vom 15. Februar 1972 und 29. Dezember 1972 zur Verhütung der Meeresverschmutzung durch das Einbringen von Abfällen durch Schiffe und Luftfahrzeuge |
| HopfEinV     | Verordnung zur Durchführung der Rechtsakte der Europäischen Gemeinschaft über die Einfuhr von Hopfen aus Drittländern                                                                                            |
| HopfV        | Verordnung zur Durchführung des gemeinschaftlichen Hopfenrechts |
| HkRNDV       | Durchführungsverordnung über Herkunfts- und Regionalnachweise für Strom aus erneuerbaren Energien |

| I             | |
| IndBkGDV 1    | Erste Durchführungsverordnung zum Gesetz über die Abwicklung der Aufbringungsumlage und die Neugestaltung der Bank für deutsche Industrieobligationen |
| InvZulG2005DV | Verordnung zur Durchführung von § 5 Abs. 2 Satz 4 des Investitionszulagengesetzes 2005                                                                |

| K                 | |
| KaffeeStV         | Verordnung zur Durchführung des Kaffeesteuergesetzes |
| KapErhStG§8Abs1DV | Verordnung zur Durchführung des § 8 Abs. 1 des Gesetzes über steuerrechtliche Maßnahmen bei Erhöhung des Nennkapitals aus Gesellschaftsmitteln und bei Überlassung von eigenen Aktien an Arbeitnehmer |
| KfSachvV          | Verordnung zur Durchführung des Kraftfahrsachverständigengesetzes |
| KraftStDV         | Kraftfahrzeugsteuer-Durchführungsverordnung |
| KrWaffKontrGDV 1  | Erste Verordnung zur Durchführung des Gesetzes über die Kontrolle von Kriegswaffen |
| KrWaffKontrGDV 2  | Zweite Verordnung zur Durchführung des Gesetzes über die Kontrolle von Kriegswaffen |
| KrWaffKontrGDV 3  | Dritte Verordnung zur Durchführung des Gesetzes über die Kontrolle von Kriegswaffen |
| KStDV 1994        | Körperschaftsteuer-Durchführungsverordnung 1994 |

| L                    | |
| LAArchV              | Verordnung zur Durchführung der zentralen Archivierung von Unterlagen aus dem Bereich des Lastenausgleichs |
| LegRegV              | Verordnung zur Durchführung des Legehennenbetriebsregistergesetzes |
| LehrErzVDBest 1      | Erste Durchführungsbestimmung zur Verordnung über die Pflichten und Rechte der Lehrkräfte und Erzieher - Arbeitsordnung für pädagogische Kräfte der Volksbildung -                                                                                                 |
| LMIDV                | Verordnung zur Durchführung unionsrechtlicher Vorschriften betreffend die Information der Verbraucher über Lebensmittel |
| LSpV                 | Verordnung zur Durchführung des Lebensmittelspezialitätengesetzes |
| LStDV                | Lohnsteuer-Durchführungsverordnung |
| LuftFzgÜbkDV         | Verordnung zur Durchführung des Mehrseitigen Übereinkommens vom 22. April 1960 über Lufttüchtigkeitszeugnisse eingeführter Luftfahrzeuge |
| LuftGerPV1998DV 3    | Dritte Durchführungsverordnung zur Verordnung zur Prüfung von Luftfahrtgerät (Anerkennung von Prüfstellen zur Musterprüfung von Luftsportgerät) |
| LuftPersVDV 3 2017   | Dritte Durchführungsverordnung des Luftfahrt-Bundesamtes zur Verordnung über Luftfahrtpersonal |
| LuftRÄndV            | Verordnung zur Änderung luftrechtlicher Verordnungen und Durchführungsverordnungen zur Regelung des Betriebes von Luftsportgeräten |
| LuftVODV 106         | Einhundertsechste Durchführungsverordnung zur Luftverkehrs-Ordnung (Festlegung von Flugverfahren für An- und Abflüge nach Sichtflugregeln zum und vom Flughafen Erfurt)                                                                                            |
| LuftVODV 111         | Einhundertelfte Durchführungsverordnung zur Luftverkehrsordnung (Festlegung von Flugverfahren für An- und Abflügen nach Instrumentenflugregeln zum und vom Flughafen Erfurt-Weimar)                                                                                |
| LuftVODV 113         | Einhundertdreizehnte Durchführungsverordnung zur Luftverkehrs-Ordnung (Festlegung von Flugverfahren für An- und Abflüge nach Sichtflugregeln zum und vom Flughafen Dresden)                                                                                        |
| LuftVODV 116         | Einhundertsechzehnte Durchführungsverordnung der Bundesanstalt für Flugsicherung zur Luftverkehrs-Ordnung (Festlegung von Flugverfahren für An- und Abflüge nach Sichtflugregeln zum und vom Flughafen Berlin-Tegel)                                               |
| LuftVODV 119         | Einhundertneunzehnte Durchführungsverordnung zur Luftverkehrs-Ordnung (Festlegung von Flugverfahren für Flüge nach Sichtflugregeln zum und vom Verkehrsflughafen Lübeck-Blankensee)                                                                                |
| LuftVODV 128         | Hundertachtundzwanzigste Durchführungsverordnung zur Luftverkehrs-Ordnung (Festlegung von Flugverfahren für An- und Abflüge nach Sichtflugregeln zum und vom Flughafen Leipzig/Halle)                                                                              |
| LuftVODV 129         | Hundertneunundzwanzigste Durchführungsverordnung zur Luftverkehrs-Ordnung (Festlegung von Flugverfahren für An- und Abflüge nach Sichtflugregeln zum und vom Verkehrsflughafen München)                                                                            |
| LuftVODV 130         | Hundertdreißigste Durchführungsverordnung zur Luftverkehrs-Ordnung (Festlegung von Flugverfahren für An- und Abflüge nach Sichtflugregeln zum und vom Flugplatz Neubrandenburg)                                                                                    |
| LuftVODV 131         | Hunderteinunddreißigste Durchführungsverordnung zur Luftverkehrs-Ordnung (Festlegung von Flugverfahren für Flüge nach Sichtflugregeln zum und vom Verkehrslandeplatz Dortmund-Wickede)                                                                             |
| LuftVODV 133         | Hundertdreiunddreißigste Durchführungsverordnung zur Luftverkehrs-Ordnung (Festlegung von Warteverfahren) |
| LuftVODV 134         | Hundertvierunddreißigste Durchführungsverordnung zur Luftverkehrs-Ordnung (Festlegung von Flugverfahren für An- und Abflüge nach Instrumentenflugregeln zum und vom Sonderlandeplatz Hamburg-Finkenwerder)                                                         |
| LuftVODV 135         | Hundertfünfunddreißigste Durchführungsverordnung zur Luftverkehrs-Ordnung (Festlegung von Flugverfahren für An- und Abflüge nach Instrumentenflugregeln zum und vom Verkehrsflughafen Lübeck-Blankensee)                                                           |
| LuftVODV 136         | Hundertsechsunddreißigste Durchführungsverordnung zur Luftverkehrs-Ordnung (Festlegung von Flugverfahren für An- und Abflüge nach Instrumentenflugregeln zum und vom Verkehrsflughafen Braunschweig-Wolfsburg)                                                     |
| LuftVODV 139         | Hundertneununddreißigste Durchführungsverordnung zur Luftverkehrs-Ordnung (Festlegung von Flugverfahren für An- und Abflüge nach Sichtflugregeln zum und vom Flugplatz Laage)                                                                                      |
| LuftVODV 140         | Hundertvierzigste Durchführungsverordnung zur Luftverkehrs-Ordnung (Festlegung von Flugverfahren für An- und Abflüge nach Sichtflugregeln zum und vom Flughafen Heringsdorf)                                                                                       |
| LuftVODV 141         | Hunderteinundvierzigste Durchführungsverordnung zur Luftverkehrs-Ordnung (Festlegung von Flugverfahren für An- und Abflüge nach Sichtflugregeln zum und vom Verkehrsflughafen Frankfurt-Hahn)                                                                      |
| LuftVODV 143         | Hundertdreiundvierzigste Durchführungsverordnung zur Luftverkehrs-Ordnung (Festlegung von Flugverfahren für An- und Abflüge nach Instrumentenflugregeln zum und vom Flughafen Heringsdorf)                                                                         |
| LuftVODV 144         | Einhundertvierundvierzigste Durchführungsverordnung zur Luftverkehrs-Ordnung (Anwendung von Sekundärradar in der Bundesrepublik Deutschland) |
| LuftVODV 145         | Hundertfünfundvierzigste Durchführungsverordnung zur Luftverkehrs-Ordnung (Festlegung von Flugverfahren für An- und Abflüge nach Instrumentenflugregeln zum und vom Verkehrsflughafen Frankfurt-Hahn)                                                              |
| LuftVODV 146         | Hundertsechsundvierzigste Durchführungsverordnung zur Luftverkehrs-Ordnung (Festlegung von Flugverfahren für An- und Abflüge nach Instrumentenflugregeln zum und vom Verkehrslandeplatz Schwäbisch Hall)                                                           |
| LuftVODV 148         | Hundertachtundvierzigste Durchführungsverordnung zur Luftverkehrs-Ordnung (Festlegung von Flugverfahren für An- und Abflüge nach Sichtflugregeln zum und vom Verkehrslandeplatz Hof)                                                                               |
| LuftVODV 154         | Hundertvierundfünfzigste Durchführungsverordnung zur Luftverkehrs-Ordnung (Festlegung von Flugverfahren für An- und Abflüge nach Sichtflugregeln zum und vom Verkehrsflughafen Westerland/Sylt)                                                                    |
| LuftVODV 155         | Hundertfünfundfünfzigste Durchführungsverordnung zur Luftverkehrs-Ordnung (Festlegung von Flugverfahren für An- und Abflüge nach Instrumentenflugregeln zum und vom Verkehrslandeplatz Leipzig-Altenburg Airport)                                                  |
| LuftVODV 156         | Hundertsechsundfünfzigste Durchführungsverordnung zur Luftverkehrs-Ordnung (Festlegung von Flugverfahren für An- und Abflüge nach Sichtflugregeln zum und vom Flughafen Parchim-Mecklenburg)                                                                       |
| LuftVODV 157         | Hundertsiebenundfünfzigste Durchführungsverordnung zur Luftverkehrs-Ordnung (Festlegung von Flugverfahren für An- und Abflüge nach Instrumentenflugregeln zum und vom Flughafen Schwerin-Parchim)                                                                  |
| LuftVODV 158         | Hundertachtundfünfzigste Durchführungsverordnung zur Luftverkehrs-Ordnung (Festlegung von Flugverfahren für An- und Abflüge nach Instrumentenflugregeln zum und vom Verkehrsflughafen Friedrichshafen)                                                             |
| LuftVODV 159         | Hundertneunundfünfzigste Durchführungsverordnung zur Luftverkehrs-Ordnung (Festlegung von Flugverfahren für An- und Abflüge nach Instrumentenflugregeln zum und vom Flughafen Saarbrücken)                                                                         |
| LuftVODV 160         | Hundertsechzigste Durchführungsverordnung zur Luftverkehrs-Ordnung (Festlegung von Flugverfahren für An- und Abflüge nach Instrumentenflugregeln zum und vom Verkehrslandeplatz Augsburg)                                                                          |
| LuftVODV 161         | Hunderteinundsechzigste Durchführungsverordnung zur Luftverkehrs-Ordnung (Festlegung von Flugverfahren für An- und Abflüge nach Instrumentenflugregeln zum und vom Verkehrslandeplatz Bayreuth)                                                                    |
| LuftVODV 162         | Hundertzweiundsechzigste Durchführungsverordnung zur Luftverkehrs-Ordnung (Festlegung von Flugverfahren für An- und Abflüge nach Instrumentenflugregeln zum und vom Verkehrslandeplatz Hof-Plauen)                                                                 |
| LuftVODV 163         | Hundertdreiundsechzigste Durchführungsverordnung zur Luftverkehrs-Ordnung (Festlegung von Flugverfahren für An- und Abflüge nach Sichtflugregeln zum und vom Flughafen Düsseldorf)                                                                                 |
| LuftVODV 164         | Hundertvierundsechzigste Durchführungsverordnung zur Luftverkehrs-Ordnung (Festlegung von Flugverfahren für An- und Abflüge nach Sichtflugregeln zum und vom Verkehrslandeplatz Mönchengladbach)                                                                   |
| LuftVODV 165         | Hundertfünfundsechzigste Durchführungsverordnung zur Luftverkehrs-Ordnung (Festlegung von Flugverfahren für An- und Abflüge nach Instrumentenflugregeln zum und vom Verkehrslandeplatz Mönchengladbach)                                                            |
| LuftVODV 166         | Hundertsechsundsechzigste Durchführungsverordnung zur Luftverkehrs-Ordnung (Festlegung von Flugverfahren für An- und Abflüge nach Sichtflugregeln zum und vom Flughafen Hamburg)                                                                                   |
| LuftVODV 173         | Hundertdreiundsiebzigste Durchführungsverordnung zur Luftverkehrs-Ordnung (Festlegung von Flugverfahren für An- und Abflüge nach Instrumentenflugregeln zum und vom Verkehrsflughafen Paderborn-Lippstadt)                                                         |
| LuftVODV 174         | Hundertvierundsiebzigste Durchführungsverordnung zur Luftverkehrs-Ordnung (Festlegung von Flugverfahren für An- und Abflüge nach Instrumentenflugregeln zum und vom Verkehrsflughafen Sylt)                                                                        |
| LuftVODV 176         | Hundertsechsundsiebzigste Durchführungsverordnung zur Luftverkehrs-Ordnung (Festlegung von Flugverfahren für An- und Abflüge nach Instrumentenflugregeln zum und vom Flughafen Kiel-Holtenau)                                                                      |
| LuftVODV 178         | Hundertachtundsiebzigste Durchführungsverordnung zur Luftverkehrs-Ordnung (Festlegung von Flugverfahren für An- und Abflüge nach Instrumentenflugregeln zum und vom Sonderflughafen Oberpfaffenhofen)                                                              |
| LuftVODV 179         | Hundertneunundsiebzigste Durchführungsverordnung zur Luftverkehrs-Ordnung (Festlegung von Flugverfahren für An- und Abflüge nach Sichtflugregeln zum und vom Flughafen Hannover)                                                                                   |
| LuftVODV 180         | Hundertachtzigste Durchführungsverordnung zur Luftverkehrs-Ordnung (Festlegung von Flugverfahren für An- und Abflüge nach Sichtflugregeln zum und vom Verkehrsflughafen Karlsruhe/Baden-Baden)                                                                     |
| LuftVODV 181         | Hunderteinundachtzigste Durchführungsverordnung zur Luftverkehrs-Ordnung (Festlegung von Flugverfahren für An- und Abflüge nach Instrumentenflugregeln zum und vom Verkehrsflughafen Karlsruhe/Baden-Baden)                                                        |
| LuftVODV 182         | Hundertzweiundachtzigste Durchführungsverordnung zur Luftverkehrs-Ordnung (Festlegung von Flugverfahren für An- und Abflüge nach Instrumentenflugregeln zum und vom Verkehrsflughafen Münster/Osnabrück)                                                           |
| LuftVODV 183         | Hundertdreiundachzigste Durchführungsverordnung zur Luftverkehrs-Ordnung (Festlegung von Flugverfahren für An- und Abflüge nach Instrumentenflugregeln zum und vom Verkehrslandeplatz Zweibrücken)                                                                 |
| LuftVODV 184         | Hundertvierundachtzigste Durchführungsverordnung zur Luftverkehrs-Ordnung (Festlegung von Flugverfahren für An- und Abflüge nach Instrumentenflugregeln zum und vom Verkehrslandeplatz Lahr)                                                                       |
| LuftVODV 186         | Hundertsechsundachtzigste Durchführungsverordnung zur Luftverkehrs-Ordnung (Festlegung von Flugverfahren für An- und Abflüge nach Sichtflugregeln zum und vom Flughafen Köln-Bonn)                                                                                 |
| LuftVODV 187         | Hundertsiebenundachtzigste Durchführungsverordnung zur Luftverkehrs-Ordnung (Festlegung von Flugverfahren für An- und Abflüge nach Sichtflugregeln zum und vom Flughafen Stuttgart)                                                                                |
| LuftVODV 189         | Hundertneunundachtzigste Durchführungsverordnung zur Luftverkehrs-Ordnung (Festlegung von Flugverfahren für An- und Abflüge nach Instrumentenflugregeln zum und vom Regionalflughafen Magdeburg/City)                                                              |
| LuftVODV 190         | Hundertneunzigste Durchführungsverordnung zur Luftverkehrs-Ordnung (Festlegung von Flugverfahren für An- und Abflüge nach Sichtflugregeln zum und vom Sonderflughafen Oberpfaffenhofen)                                                                            |
| LuftVODV 191         | Hunderteinundneunzigste Durchführungsverordnung zur Luftverkehrs-Ordnung (Festlegung von Flugverfahren für An- und Abflüge nach Sichtflugregeln zum und vom Verkehrsflughafen Münster-Osnabrück)                                                                   |
| LuftVODV 192         | Hundertzweiundneunzigste Durchführungsverordnung zur Luftverkehrs-Ordnung (Festlegung von Flugverfahren für An- und Abflüge nach Instrumentenflugregeln zum und vom Regionalflughafen Bautzen)                                                                     |
| LuftVODV 193         | Hundertdreiundneunzigste Durchführungsverordnung zur Luftverkehrs-Ordnung (Festlegung von Flugverfahren für An- und Abflüge nach Sichtflugregeln zum und vom Verkehrslandeplatz Mannheim)                                                                          |
| LuftVODV 194         | Hundertvierundneunzigste Durchführungsverordnung zur Luftverkehrs-Ordnung (Festlegung von Flugverfahren für An- und Abflüge nach Instrumentenflugregeln zum und vom Verkehrslandeplatz Mannheim)                                                                   |
| LuftVODV 195         | Hundertfünfundneunzigste Durchführungsverordnung zur Luftverkehrs-Ordnung (Festlegung von Flugverfahren für An- und Abflüge nach Instrumentenflugregeln zum und vom Verkehrslandeplatz Eggenfelden)                                                                |
| LuftVODV 196         | Hundertsechsundneunzigste Durchführungsverordnung zur Luftverkehrs-Ordnung (Festlegung von Flugverfahren für An- und Abflüge nach Instrumentenflugregeln zum und vom Verkehrsflughafen Siegerland)                                                                 |
| LuftVODV 197         | Hundertsiebenundneunzigste Durchführungsverordnung zur Luftverkehrs-Ordnung (Festlegung von Flugverfahren für An- und Abflüge nach Sichtflugregeln zum und vom Flughafen Frankfurt am Main)                                                                        |
| LuftVODV 198         | Hundertachtundneunzigste Durchführungsverordnung zur Luftverkehrs-Ordnung (Festlegung von Flugverfahren für An- und Abflüge nach Instrumentenflugregeln zum und vom Flughafen Leipzig/Halle)                                                                       |
| LuftVODV 201         | Zweihunderterste Durchführungsverordnung zur Luftverkehrs-Ordnung (Festlegung von Flugverfahren für An- und Abflüge nach Sichtflugregeln zum und vom Flughafen Bremen)                                                                                             |
| LuftVODV 202         | Zweihundertzweite Durchführungsverordnung zur Luftverkehrs-Ordnung (Festlegung von Flugverfahren für An- und Abflüge nach Instrumentenflugregeln zum und vom Verkehrslandeplatz Donaueschingen-Villingen)                                                          |
| LuftVODV 203         | Zweihundertdritte Durchführungsverordnung zur Luftverkehrs-Ordnung (Festlegung von Flugverfahren für An- und Abflüge nach Sichtflugregeln zum und vom Verkehrslandeplatz Augsburg)                                                                                 |
| LuftVODV 205         | Zweihundertfünfte Durchführungsverordnung zur Luftverkehrs-Ordnung (Festlegung von Flugverfahren für An- und Abflüge nach Instrumentenflugregeln zum und vom Verkehrslandeplatz Coburg-Brandensteinsebene)                                                         |
| LuftVODV 206         | Zweihundertsechste Durchführungsverordnung zur Luftverkehrs-Ordnung (Festlegung von Flugverfahren für An- und Abflüge nach Instrumentenflugregeln zum und vom Verkehrslandeplatz Emden)                                                                            |
| LuftVODV 207         | Zweihundertsiebte Durchführungsverordnung zur Luftverkehrs-Ordnung (Festlegung von Flugverfahren für An- und Abflüge nach Instrumentenflugregeln zum und vom Flughafen Berlin-Tegel)                                                                               |
| LuftVODV 209         | Zweihundertneunte Durchführungsverordnung zur Luftverkehrs-Ordnung (Festlegung von Flugverfahren für An- und Abflüge nach Instrumentenflugregeln zum und vom Flughafen Berlin-Schönefeld)                                                                          |
| LuftVODV 210         | Zweihundertzehnte Durchführungsverordnung zur Luftverkehrs-Ordnung (Festlegung von Flugverfahren für An- und Abflüge nach Instrumentenflugregeln zum und vom Verkehrslandeplatz Cottbus-Drewitz)                                                                   |
| LuftVODV 211         | Zweihundertelfte Durchführungsverordnung zur Luftverkehrs-Ordnung (Festlegung von Flugverfahren für An- und Abflüge nach Instrumentenflugregeln zum und vom Verkehrslandeplatz Straubing)                                                                          |
| LuftVODV 212         | Zweihundertzwölfte Durchführungsverordnung zur Luftverkehrs-Ordnung (Festlegung von Flugverfahren für An- und Abflüge nach Instrumentenflugregeln zum und vom Flughafen Frankfurt am Main)                                                                         |
| LuftVODV 214         | Zweihundertvierzehnte Durchführungsverordnung zur Luftverkehrs-Ordnung (Festlegung von Flugverfahren für An- und Abflüge nach Instrumentenflugregeln zum und vom Flughafen Niederrhein)                                                                            |
| LuftVODV 215         | Zweihundertfünfzehnte Durchführungsverordnung zur Luftverkehrs-Ordnung (Festlegung von Flugverfahren für An- und Abflüge nach Sichtflugregeln zum und vom Flughafen Niederrhein)                                                                                   |
| LuftVODV 217         | Zweihundertsiebzehnte Durchführungsverordnung zur Luftverkehrs-Ordnung (Festlegung von Flugverfahren für An- und Abflüge nach Instrumentenflugregeln zum und vom Flughafen Hannover)                                                                               |
| LuftVODV 218         | Zweihundertachtzehnte Durchführungsverordnung zur Luftverkehrs-Ordnung (Festlegung von Flugverfahren für An- und Abflüge nach Instrumentenflugregeln zum und vom Flughafen Düsseldorf)                                                                             |
| LuftVODV 220         | Zweihundertzwanzigste Durchführungsverordnung zur Luftverkehrs-Ordnung (Festlegung von Flugverfahren für An- und Abflüge nach Instrumentenflugregeln zum und vom Flughafen Zürich)                                                                                 |
| LuftVODV 222         | Zweihundertzweiundzwanzigste Durchführungsverordnung zur Luftverkehrs-Ordnung (Festlegung von Flugverfahren für An- und Abflüge nach Instrumentenflugregeln zum und vom Flughafen Bremen)                                                                          |
| LuftVODV 223         | Zweihundertdreiundzwanzigste Durchführungsverordnung zur Luftverkehrs-Ordnung (Festlegung von Flugverfahren für An- und Abflüge nach Instrumentenflugregeln zum und vom Flughafen Köln/Bonn)                                                                       |
| LuftVODV 224         | Zweihundertvierundzwanzigste Durchführungsverordnung zur Luftverkehrs-Ordnung (Festlegung von Flugverfahren für An- und Abflüge nach Instrumentenflugregeln zum und vom Verkehrsflughafen Dortmund)                                                                |
| LuftVODV 225         | Zweihundertfünfundzwanzigste Durchführungsverordnung zur Luftverkehrs-Ordnung (Festlegung von Flugverfahren für An- und Abflüge nach Sichtflugregeln zum und vom Verkehrsflughafen Friedrichshafen)                                                                |
| LuftVODV 226         | Zweihundertsechsundzwanzigste Durchführungsverordnung zur Luftverkehrs-Ordnung (Festlegung von Flugverfahren für An- und Abflüge nach Instrumentenflugregeln zum und vom Verkehrslandeplatz Allendorf/Eder)                                                        |
| LuftVODV 227         | Zweihundertsiebenundzwanzigste Durchführungsverordnung zur Luftverkehrs-Ordnung (Festlegung von Flugverfahren für An- und Abflüge nach Instrumentenflugregeln zum und vom Flughafen Dresden)                                                                       |
| LuftVODV 228         | Zweihundertachtundzwanzigste Durchführungsverordnung zur Luftverkehrs-Ordnung (Festlegung von Flugverfahren für An- und Abflüge nach Sichtflugregeln zum und vom Sonderflughafen Lahr)                                                                             |
| LuftVODV 230         | Zweihundertdreißigste Durchführungsverordnung zur Luftverkehrs-Ordnung (Festlegung von Flugverfahren für An- und Abflüge nach Instrumentenflugregeln zum und vom Flughafen Stuttgart)                                                                              |
| LuftVODV 231         | Zweihunderteinunddreißigste Durchführungsverordnung zur Luftverkehrs-Ordnung (Festlegung von Flugverfahren für An- und Abflüge nach Instrumentenflugregeln zum und vom Flughafen Memmingen)                                                                        |
| LuftVODV 232         | Zweihundertzweiunddreißigste Durchführungsverordnung zur Luftverkehrs-Ordnung (Festlegung von Flugverfahren für An- und Abflüge nach Instrumentenflugregeln zum und vom Hubschrauberlandeplatz Donauwörth)                                                         |
| LuftVODV 233         | Zweihundertdreiunddreißigste Durchführungsverordnung zur Luftverkehrs-Ordnung (Festlegung von Flugverfahren für An- und Abflüge nach Instrumentenflugregeln zum und vom Verkehrslandeplatz Wilhelmshaven „Jade-WeserAirport“)                                      |
| LuftVODV 234         | Zweihundertvierunddreißigste Durchführungsverordnung zur Luftverkehrs-Ordnung (Festlegung von Flugverfahren für An- und Abflüge nach Instrumentenflugregeln zum und vom Verkehrslandeplatz Mengen-Hohentengen)                                                     |
| LuftVODV 235         | Zweihundertfünfunddreißigste Durchführungsverordnung zur Luftverkehrs-Ordnung (Festlegung von Flugverfahren für An- und Abflüge nach Instrumentenflugregeln zum und vom Flughafen Nürnberg)                                                                        |
| LuftVODV 236         | Zweihundertsechsunddreißigste Durchführungsverordnung zur Luftverkehrs-Ordnung (Festlegung von Flugverfahren für An- und Abflüge nach Instrumentenflugregeln zum und vom Flughafen Barth)                                                                          |
| LuftVODV 237         | Zweihundertsiebenunddreißigste Durchführungsverordnung zur Luftverkehrs-Ordnung (Festlegung von Flugverfahren für An- und Abflüge nach Instrumentenflugregeln zum und vom Verkehrsflughafen München)                                                               |
| LuftVODV 238         | Zweihundertachtunddreißigste Durchführungsverordnung zur Luftverkehrs-Ordnung (Festlegung von Flugverfahren für An- und Abflüge nach Sichtflugregeln zum und vom Flughafen Saarbrücken)                                                                            |
| LuftVODV 239         | Zweihundertneununddreißigste Durchführungsverordnung zur Luftverkehrs-Ordnung (Festlegung von Flugverfahren für An- und Abflüge nach Sichtflugregeln zum und vom Flughafen Nürnberg)                                                                               |
| LuftVODV 240         | Zweihundertvierzigste Durchführungsverordnung zur Luftverkehrs-Ordnung (Festlegung von Flugverfahren für An- und Abflüge nach Sichtflugregeln zum und vom Flughafen Memmingen)                                                                                     |
| LuftVODV 241         | Zweihunderteinundvierzigste Durchführungsverordnung zur Luftverkehrs-Ordnung (Festlegung von Flugverfahren für An- und Abflüge nach Sichtflugregeln zum und vom Flughafen Berlin-Schönefeld)                                                                       |
| LuftVODV 242         | Zweihundertzweiundvierzigste Durchführungsverordnung zur Luftverkehrs-Ordnung (Festlegung von Flugverfahren für An- und Abflüge nach Instrumentenflugregeln zum und vom Flughafen Hamburg)                                                                         |
| LuftVODV 243         | Zweihundertdreiundvierzigste Durchführungsverordnung zur Luftverkehrs-Ordnung (Festlegung von Flugverfahren für An- und Abflüge nach Instrumentenflugregeln zum und vom Regionalflughafen Magdeburg/Cochstedt)                                                     |
| LuftVODV 244         | Zweihundertvierundvierzigste Durchführungsverordnung zur Luftverkehrs-Ordnung (Festlegung von Flugverfahren für An- und Abflüge nach Sichtflugregeln zum und vom Verkehrsflughafen Magdeburg/Cochstedt)                                                            |
| LuftVODV 246         | Zweihundertsechsundvierzigste Durchführungsverordnung zur Luftverkehrs-Ordnung (Festlegung von Flugverfahren für An- und Abflüge nach Instrumentenflugregeln zum und vom Verkehrslandeplatz Giebelstadt)                                                           |
| LuftVODV 247         | Zweihundertsiebenundvierzigste Durchführungsverordnung zur Luftverkehrs-Ordnung (Festlegung von Flugverfahren für An- und Abflüge nach Instrumentenflugregeln zum und vom Flughafen Berlin Brandenburg)                                                            |
| LuftVODV 248         | Zweihundertachtundvierzigste Durchführungsverordnung zur Luftverkehrs-Ordnung (Festlegung von Flugverfahren für An- und Abflüge nach Sichtflugregeln zum und vom Flughafen Berlin Brandenburg)                                                                     |
| LuftVODV 249         | Zweihundertneunundvierzigste Durchführungsverordnung zur Luftverkehrs-Ordnung (Festlegung von Flugverfahren für An- und Abflüge nach Instrumentenflugregeln zum und vom Verkehrsflughafen Kassel-Calden)                                                           |
| LuftVODV 250         | Zweihundertfünfzigste Durchführungsverordnung zur Luftverkehrs-Ordnung (Festlegung von Flugverfahren für An- und Abflüge nach Sichtflugregeln zum und vom Verkehrsflughafen Kassel-Calden)                                                                         |
| LuftVODV 251         | Zweihunderteinundfünfzigste Durchführungsverordnung zur Luftverkehrs-Ordnung (Festlegung von Flugverfahren für An- und Abflüge nach Instrumentenflugregeln zum und vom Hubschraubersonderlandeplatz Oberschleißheim)                                               |
| LuftVODV 252         | Zweihundertzweiundfünfzigste Durchführungsverordnung zur Luftverkehrs-Ordnung (Festlegung von Flugverfahren für An- und Abflüge nach Instrumentenflugregeln zum und vom Verkehrslandeplatz Haßfurt-Schweinfurt)                                                    |
| LuftVODV 253         | Zweihundertdreiundfünfzigste Durchführungsverordnung zur Luftverkehrs-Ordnung (Festlegung von Flugverfahren für An- und Abflüge nach Instrumentenflugregeln zum und vom Verkehrsflughafen Neubrandenburg)                                                          |
| LuftVODV 255         | Zweihundertfünfundfünfzigste Durchführungsverordnung zur Luftverkehrs-Ordnung (Festlegung von Meldepunkten, Streckenführungen und Reiseflughöhen für Flüge nach Instrumentenflugregeln im kontrollierten Luftraum innerhalb der Bundesrepublik Deutschland)        |
| LuftVODV 256         | Zweihundertsechsundfünfzigste Durchführungsverordnung zur Luftverkehrs-Ordnung (Festlegung von Flugverfahren für An- und Abflüge nach Instrumentenflugregeln zum und vom Flughafen Berlin-Schönefeld für die Dauer der Sanierung der Start- und Landebahn 25R/07L) |
| LuftVODV 96          | Sechsundneunzigste Durchführungsverordnung zur Luftverkehrs-Ordnung (Festlegung von Flugverfahren für Flüge nach Sichtflugregeln am Verkehrsflughafen Paderborn-Lippstadt)                                                                                         |
| LuftVODV 98          | Achtundneunzigste Durchführungsverordnung zur Luftverkehrs-Ordnung (Festlegung von Flugverfahren für Flüge nach Sichtflugregeln zum und vom Verkehrsflughafen Braunschweig)                                                                                        |
| LuftVStDV            | Verordnung zur Durchführung des Luftverkehrsteuergesetzes |
| LwAltschV            | Verordnung zur Durchführung des Landwirtschafts-Altschuldengesetzes |
| LwErzgSchulproTeilnV | Verordnung zur Durchführung der Teilnahme der Länder am Schulprogramm für landwirtschaftliche Erzeugnisse |

| M             | |
| MilchQuotV    | Verordnung zur Durchführung der EU-Milchquotenregelung                                                         |
| MilchSonBeihV | Verordnung zur Durchführung einer Sonderbeihilfe für bestimmte Milcherzeuger                                   |
| MilchVerBeihV | Verordnung zur Durchführung der unionsrechtlichen Beihilfe für eine befristete Verringerung der Milcherzeugung |
| MMilchPulvV   | Verordnung zur Durchführung der öffentlichen Lagerhaltung von Magermilchpulver                                 |
| NeuGlV        | Verordnung zur Durchführung des Gesetzes nach Artikel 29 Abs. 6 des Grundgesetzes                              |

| N                 | |
| NiederlFrhEWGDV 1 | Erste Verordnung zur Durchführung von Richtlinien über die Niederlassungsfreiheit und den freien Dienstleistungsverkehr in der Europäischen Wirtschaftsgemeinschaft |
| NLV               | Verordnung zur Durchführung unionsrechtlicher Vorschriften über neuartige Lebensmittel                                                                              |
| NWRG-DV           | Verordnung zur Durchführung des Nationalen-Waffenregister-Gesetzes                                                                                                  |

| O               | |
| OGErzeugerOrgDV | Verordnung zur Durchführung der unionsrechtlichen Regelungen über Erzeugerorganisationen im Sektor Obst und Gemüse |

| P              | |
| PassV          | Verordnung zur Durchführung des Passgesetzes                                                                                          |
| PflegeStatV    | Verordnung zur Durchführung einer Bundesstatistik über Pflegeeinrichtungen sowie über die häusliche Pflege                            |
| PflvDV         | Verordnung zur Durchführung der Zulage für die private Pflegevorsorge nach dem Dreizehnten Kapitel des Elften Buches Sozialgesetzbuch |
| PreisStatGDV 5 | Fünfte Verordnung zur Durchführung des Gesetzes über die Preisstatistik                                                               |
| PreisStatGDV   | Verordnung zur Durchführung des Gesetzes über die Preisstatistik                                                                      |

| R                | |
| RegG§5DV         | Verordnung zur Durchführung von § 5 des Regionalisierungsgesetzes für die Jahre 1996 bis 2001                                                          |
| ReifKennzV       | Verordnung zur Durchführung der Kennzeichnung der Kraftstoffeffizienz, des Rollgeräuschs und der Nasshaftungsklasse von Reifen                         |
| RHiStAbkFINDV    | Verordnung zur Durchführung des Abkommens zwischen dem Deutschen Reich und der Republik Finnland über Rechtsschutz und Rechtshilfe in Steuersachen     |
| RHiStAbkITADV    | Verordnung zur Durchführung des Abkommens zwischen dem Deutschen Reich und dem Königreich Italien über Amts- und Rechtshilfe in Steuersachen           |
| RHiStVtrSWEDV    | Verordnung zur Durchführung des Vertrages zwischen dem Deutschen Reich und dem Königreich Schweden über Amts- und Rechtshilfe in Steuersachen          |
| RTrAbwG§11Abs3DV | Verordnung zur Durchführung des § 11 Abs. 3 des Rechtsträger-Abwicklungsgesetzes                                                                       |
| RVermVG§6DV      | Verordnung zur Durchführung des § 6 des Gesetzes zur vorläufigen Regelung der Rechtsverhältnisse des Reichsvermögens und der preußischen Beteiligungen |

| S                   | |
| SachenR-DV          | Verordnung zur Durchführung des Grundbuchbereinigungsgesetzes und anderer Vorschriften auf dem Gebiet des Sachenrechts |
| SchaumwZwStV        | Verordnung zur Durchführung des Schaumwein- und Zwischenerzeugnissteuergesetzes |
| SchKiSpVDBest 1     | Erste Durchführungsbestimmung zur Verordnung über die Schüler- und Kinderspeisung |
| SchRegDV            | Verordnung zur Durchführung der Schiffsregisterordnung |
| SchwPestMonV        | Verordnung zur Durchführung eines Monitorings auf das Virus der Klassischen und der Afrikanischen Schweinepest bei Wild- und Hausschweinen |
| SeeBewachDV         | Verordnung zur Durchführung der Seeschiffbewachungsverordnung |
| See-DatenÜbermittDV | Verordnung zur Durchführung der Datenübermittlung an nichtöffentliche Stellen im Seeverkehr |
| SozhiDAV            | Verordnung zur Durchführung des § 118 Abs. 1 und 2 des Zwölften Buches Sozialgesetzbuch |
| SozSichAbkGBRDVbgV  | Verordnung zur Durchführung der Vereinbarung vom 10. Dezember 1964 zur Durchführung des Abkommens vom 20. April 1960 zwischen der Bundesrepublik Deutschland und dem Vereinigten Königreich Großbritannien und Nordirland über Soziale Sicherheit |
| SozVersGDV          | Verordnung zur Durchführung des Gesetzes über die Sozialversicherung |
| SparSichSaarGDV     | Verordnung zur Durchführung des Gesetzes zur Sicherung von Ersparnissen im Saarland |
| StAuskV             | Verordnung zur Durchführung von § 89 Abs. 2 der Abgabenordnung |
| StBDVÄndV 2         | Zweite Verordnung zur Änderung der Verordnung zur Durchführung der Vorschriften über Steuerberater, Steuerbevollmächtigte und Steuerberatungsgesellschaften                                                                                       |
| StipV               | Verordnung zur Durchführung des Stipendienprogramm-Gesetzes |
| StromStV            | Verordnung zur Durchführung des Stromsteuergesetzes |
| StVorV              | Verordnung zur Durchführung des Stellenvorbehalts nach § 10 Abs. 4 Satz 7 des Soldatenversorgungsgesetzes |

| T          |                                                                              |
| TabStV     | Verordnung zur Durchführung des Tabaksteuergesetzes                          |
| TierNebV   | Verordnung zur Durchführung des Tierische Nebenprodukte-Beseitigungsgesetzes |
| TreuhGDV 1 | Erste Durchführungsverordnung zum Treuhandgesetz                             |
| TreuhGDV 2 | Zweite Durchführungsverordnung zum Treuhandgesetz                            |
| TreuhGDV 3 | Dritte Durchführungsverordnung zum Treuhandgesetz                            |
| TreuhGDV 4 | Vierte Durchführungsverordnung zum Treuhandgesetz                            |
| TreuhGDV 5 | Fünfte Durchführungsverordnung zum Treuhandgesetz                            |
| TrZollV    | Verordnung zur Durchführung des Truppenzollgesetzes                          |
| TVGDV      | Verordnung zur Durchführung des Tarifvertragsgesetzes                        |

| U             | |
| ÜblG1DV 1     | Erste Durchführungsverordnung zum Ersten Überleitungsgesetz |
| ÜblG2§10DV    | Verordnung zur Durchführung des § 10 des Zweiten Überleitungsgesetzes |
| UErgGDV 2     | Zweite Durchführungsverordnung zum Gesetz über die Ergänzung von Vorschriften des Umstellungsrechts und über die Ausstattung der Berliner Altbanken mit Ausgleichsforderungen (Umstellungsergänzungsgesetz) (Anmeldung von Ansprüchen aus Schuldverschreibungen Berliner Altbanken) |
| UmstRückstGDV | Verordnung zur Durchführung des Gesetzes über die Bildung von Rückstellungen in der Umstellungsrechnung der Geldinstitute, Versicherungsunternehmen und Bausparkassen und in der Altbankenrechnung der Berliner Altbanken                                                           |
| UStDV         | Umsatzsteuer-Durchführungsverordnung |

| V             | |
| VereinsGDV    | Verordnung zur Durchführung des Gesetzes zur Regelung des öffentlichen Vereinsrechts (Vereinsgesetz) |
| VermBDV       | Verordnung zur Durchführung des Fünften Vermögensbildungsgesetzes |
| VermVerMiV    | Verordnung zur Durchführung des § 11a des Vermögensanlagengesetzes |
| VersMedV      | Verordnung zur Durchführung des § 1 Abs. 1 und 3, des § 30 Abs. 1 und des § 35 Abs. 1 des Bundesversorgungsgesetzes |
| VersStDV 1960 | Versicherungsteuer-Durchführungsverordnung |
| VIBBestV      | Verordnung zur Durchführung des § 15 Absatz 4 des Vermögensanlagengesetzes |
| VII041378     | Verordnung zur Durchführung der Vereinbarung vom 17. September 2004 zwischen dem Bundesministerium des Innern der Bundesrepublik Deutschland und dem Ministerium des Innern der Tschechischen Republik über die Errichtung vorgeschobener Grenzabfertigungsstellen und die Bestimmung von Strecken für die Grenzabfertigung während der Fahrt in Zügen und auf Schiffen |
| VUDat-DV      | Verordnung zur Durchführung der Verkehrsunternehmensdatei nach dem Güterkraftverkehrsgesetz |
| VWDG-DV       | Verordnung zur Durchführung des Visa-Warndateigesetzes |

| W              | |
| WahlO Post     | Verordnung zur Durchführung der Betriebsratswahlen bei den Postunternehmen                                           |
| WoPDV 1982     | Verordnung zur Durchführung des Wohnungsbau-Prämiengesetzes                                                          |
| WOS            | Zweite Verordnung zur Durchführung des Betriebsverfassungsgesetzes                                                   |
| WOSprAuG       | Erste Verordnung zur Durchführung des Sprecherausschußgesetzes                                                       |
| WpSchCHEGDV    | Verordnung zur Durchführung und Ergänzung des Gesetzes zum Schutze des Wappens der Schweizerischen Eidgenossenschaft |
| WvGeflpestMonV | Verordnung zur Durchführung eines Monitorings auf das Virus der Geflügelpest bei Wildvögeln                          |

| Z                 |                                                                                             |
| ZHG§8DV           | Verordnung zur Durchführung des § 8 Abs. 1 des Gesetzes über die Ausübung der Zahnheilkunde |
| Zuständigkeits-DB | Durchführungsbestimmungen zu den Vorschriften über die Zuständigkeit der Ausgleichsämter    |

| 1               | |
| 1. BImSchV      | Erste Verordnung zur Durchführung des Bundes-Immissionsschutzgesetzes                                                                           |
| 1. BMeldDÜV     | Verordnung zur Durchführung von regelmäßigen Datenübermittlungen zwischen Meldebehörden                                                         |
| 1. DV LuftBO    | Erste Durchführungsverordnung zur Betriebsordnung für Luftfahrtgerät (Anwendungsbestimmungen zu Anhang III - EU-OPS - der VO (EWG) Nr. 3922/91) |
| 1. DV LuftGerPV | Erste Durchführungsverordnung zur Verordnung zur Prüfung von Luftfahrtgerät                                                                     |
| 1. DV-BEG       | Erste Verordnung zur Durchführung des Bundesentschädigungsgesetzes                                                                              |
| 1. DV-BRüG      | Erste Verordnung zur Durchführung des Bundesrückerstattungsgesetzes                                                                             |
| 1. FlugLSV      | Erste Verordnung zur Durchführung des Gesetzes zum Schutz gegen Fluglärm                                                                        |
| 1. LADV-Saar    | Erste Verordnung zur Durchführung des Gesetzes zur Einführung von Vorschriften des Lastenausgleichsrechts im Saarland                           |
| 10. BImSchV     | Zehnte Verordnung zur Durchführung des Bundes-Immissionsschutzgesetzes                                                                          |
| 11. BImSchV     | Elfte Verordnung zur Durchführung des Bundes-Immissionsschutzgesetzes (Verordnung über Emissionserklärungen)                                    |
| 12. BImSchV     | Zwölfte Verordnung zur Durchführung des Bundes-Immissionsschutzgesetzes                                                                         |
| 13. BImSchV     | Dreizehnte Verordnung zur Durchführung des Bundes-Immissionsschutzgesetzes                                                                      |
| 14. BImSchV     | Vierzehnte Verordnung zur Durchführung des Bundes-Immissionsschutzgesetzes                                                                      |
| 16. BImSchV     | Sechzehnte Verordnung zur Durchführung des Bundes-Immissionsschutzgesetzes                                                                      |
| 17. BImSchV     | Siebzehnte Verordnung zur Durchführung des Bundes-Immissionsschutzgesetzes                                                                      |
| 18. BImSchV     | Achtzehnte Verordnung zur Durchführung des Bundes-Immissionsschutzgesetzes                                                                      |

| 2                   | |
| 2. ÄndV - 6. DV-BEG | Zweite Verordnung zur Änderung der Sechsten Verordnung zur Durchführung des Bundesentschädigungsgesetzes |
| 2. BImSchV          | Zweite Verordnung zur Durchführung des Bundes-Immissionsschutzgesetzes |
| 2. BMeldDÜV         | Verordnung zur Durchführung von regelmäßigen Datenübermittlungen der Meldebehörden an Behörden oder sonstige öffentliche Stellen des Bundes sowie zur Durchführung des automatisierten Abrufs von Daten durch das Bundesverwaltungsamt gemäß § 3 Absatz 3 des Gesetzes zur Europäischen Bürgerinitiative |
| 2. DV LuftBO        | Zweite Durchführungsverordnung zur Betriebsordnung für Luftfahrtgerät (Dienst-, Flugdienst-, Block- und Ruhezeiten von Besatzungsmitgliedern in Luftfahrtunternehmen und außerhalb von Luftfahrtunternehmen bei berufsmäßiger Betätigung)                                                                |
| 2. DV LuftGerPV     | Zweite Durchführungsverordnung zur Verordnung zur Prüfung von Luftfahrtgerät (Lufttüchtigkeitsforderungen für Luftfahrtgerät) |
| 2. DV-BEG           | Zweite Verordnung zur Durchführung des Bundesentschädigungsgesetzes |
| 2. DVLuftPersV      | Zweite Durchführungsverordnung zur Verordnung über Luftfahrtpersonal (Anwendungsbestimmungen für die Ausbildung und Prüfung für den Erwerb von Lizenzen und Berechtigungen für Luftfahrer gemäß der Verordnung über Luftfahrtpersonal)                                                                   |
| 2. FlugLSV          | Zweite Verordnung zur Durchführung des Gesetzes zum Schutz gegen Fluglärm |
| 2. LADV-Saar        | Zweite Verordnung zur Durchführung des Gesetzes zur Einführung von Vorschriften des Lastenausgleichsrechts im Saarland |
| 20. BImSchV         | Zwanzigste Verordnung zur Durchführung des Bundes-Immissionsschutzgesetzes (Verordnung zur Begrenzung der Emissionen flüchtiger organischer Verbindungen beim Umfüllen oder Lagern von Ottokraftstoffen, Kraftstoffgemischen oder Rohbenzin)                                                             |
| 21. BImSchV         | Einundzwanzigste Verordnung zur Durchführung des Bundes-Immissionsschutzgesetzes |
| 24. BImSchV         | Vierundzwanzigste Verordnung zur Durchführung des Bundes-Immissionsschutzgesetzes |
| 25. BImSchV         | Fünfundzwanzigste Verordnung zur Durchführung des Bundes-Immissionsschutzgesetzes |
| 26. BImSchV         | Sechsundzwanzigste Verordnung zur Durchführung des Bundes-Immissionsschutzgesetzes |
| 27. BImSchV         | Siebenundzwanzigste Verordnung zur Durchführung des Bundes-Immissionsschutzgesetzes (Artikel 1 der Verordnung über Anlagen zur Feuerbestattung und zur Änderung der Verordnung über genehmigungsbedürftige Anlagen)                                                                                      |
| 28. BImSchV         | Achtundzwanzigste Verordnung zur Durchführung des Bundes-Immissionsschutzgesetzes (Verordnung über Emissionsgrenzwerte für Verbrennungsmotoren) |
| 29. BImSchV         | Neunundzwanzigste Verordnung zur Durchführung des Bundes-Immissionsschutzgesetzes |

| 3                   | |
| 3. ÄndV - 6. DV-BEG | Dritte Verordnung zur Änderung der Sechsten Verordnung zur Durchführung des Bundesentschädigungsgesetzes |
| 3. BetrAVStatVO     | Dritte Verordnung zur Durchführung einer Bundesstatistik über Art und Umfang der betrieblichen Altersversorgung |
| 3. DV LuftBO        | Dritte Durchführungsverordnung zur Betriebsordnung für Luftfahrtgerät (Ausrüstung und Betrieb des Luftfahrtgerätes außerhalb von Luftfahrtunternehmen)                                                             |
| 3. DV-BEG           | Dritte Verordnung zur Durchführung des Bundesentschädigungsgesetzes |
| 3. FlugLSV          | Dritte Verordnung zur Durchführung des Gesetzes zum Schutz gegen Fluglärm |
| 30. BImSchV         | Dreißigste Verordnung zur Durchführung des Bundes-Immissionsschutzgesetzes |
| 31. BImSchV         | 31. Verordnung zur Durchführung des Bundes-Immissionsschutzgesetzes (Verordnung zur Begrenzung der Emissionen flüchtiger organischer Verbindungen bei der Verwendung organischer Lösemittel in bestimmten Anlagen) |
| 32. BImSchV         | 32. Verordnung zur Durchführung des Bundes-Immissionsschutzgesetzes |
| 34. BImSchV         | Vierunddreißigste Verordnung zur Durchführung des Bundes-Immissionsschutzgesetzes (Verordnung über die Lärmkartierung)                                                                                             |
| 35. BImSchV         | Fünfunddreißigste Verordnung zur Durchführung des Bundes-Immissionsschutzgesetzes |
| 36. BImSchV         | Sechsunddreißigste Verordnung zur Durchführung des Bundes-Immissionsschutzgesetzes (Verordnung zur Durchführung der Regelungen der Biokraftstoffquote)                                                             |
| 37. BImSchV         | Siebenunddreißigste Verordnung zur Durchführung des Bundes-Immissionsschutzgesetzes (Verordnung zur Anrechnung von strombasierten Kraftstoffen und mitverarbeiteten biogenen Ölen auf die Treibhausgasquote)       |
| 38. BImSchV         | Achtunddreißigste Verordnung zur Durchführung des Bundes-Immissionsschutzgesetzes |
| 39. BImSchV         | Neununddreißigste Verordnung zur Durchführung des Bundes-Immissionsschutzgesetzes Verordnung über Luftqualitätsstandards und Emissionshöchstmengen                                                                 |

| 4            | |
| 4. BImSchV   | Vierte Verordnung zur Durchführung des Bundes-Immissionsschutzgesetzes                                                                        |
| 4. DV LuftBO | Vierte Durchführungsverordnung zur Betriebsordnung für Luftfahrtgerät (Ausrüstung und Betrieb von Heißluftballonen und Heißluft-Luftschiffen) |
| 4. DV-BEG    | Vierte Verordnung zur Durchführung des Bundesentschädigungsgesetzes                                                                           |
| 41. BImSchV  | Einundvierzigste Verordnung zur Durchführung des Bundes-Immissionsschutzgesetzes                                                              |
| 42. BImSchV  | Zweiundvierzigste Verordnung zur Durchführung des Bundes-Immissionsschutzgesetzes                                                             |

| 5          |                                                                        |
| 5. BImSchV | Fünfte Verordnung zur Durchführung des Bundes-Immissionsschutzgesetzes |
| 5. DV-BEG  | Fünfte Verordnung zur Durchführung des Bundesentschädigungsgesetzes    |

| 6         |                                                                      |
| 6. DV-BEG | Sechste Verordnung zur Durchführung des Bundesentschädigungsgesetzes |

| 7          |                                                                          |
| 7. BImSchV | Siebente Verordnung zur Durchführung des Bundes-Immissionsschutzgesetzes |

| 9          |                                                                        |
| 9. BImSchV | Neunte Verordnung zur Durchführung des Bundes-Immissionsschutzgesetzes |